# 株式市況
株式市況（かぶしきしきょう）は、新聞やテレビ、ラジオ、インターネット、データ放送で伝えられる、東京、大阪、名古屋などの証券取引所で取引される証券取引市場の模様（上場銘柄の現時点の株価など）の情報のことである。

## ラジオ

### NHKラジオ第2放送『株式市況』
株式市場が開いている平日の月曜日から金曜日の17:00 - 18:00（JST）に放送する。なお、祝日と年末年始（12月31日から1月3日）は市場が休みとなるため番組も休止となる。

#### 東京証券取引所の銘柄
- 1925年3月23日放送開始[1]。現行の番組としては世界最古。
- かつては午前の相場を12:10 - 12:55（ごく一時期NHKラジオ第1放送で放送後、ラジオ第2放送に移行）に、午後の相場を17:00 - 18:00に放送していたが、1996年3月29日放送分をもって午前の終値放送が行われた12時台の放送が完全になくなった。現在は午後の終値を伝える17時台のみの放送。
- 2013年7月12日まで、前半45分は東証（第1部のみ）、後半15分は大証（第1部、第2部、JASDAQスタンダード及び証券投信・株価指数先物取引）の相場の主要銘柄を放送した。
  - 同年7月16日に市場機能が統合されて東京のみの放送となり、大阪からの放送はなくなった。これに伴い、全体の放送時間は10分短縮（東京からの放送枠として考えた場合は5分延長）の50分番組となり、残りの17:50 - 18:00は「名曲スケッチ」に充てられていたが、2015年3月30日放送分から再び17:00 - 18:00の60分番組となることが同年3月27日放送の最後にアナウンスされた[注 1]。市場機能統合後は一部の大証1部から東証1部（現・東証プライム相当）に移行した銘柄は放送されているが、大証2部から東証2部（同・スタンダード相当）に移行した銘柄、JASDAQ、証券投信、株価指数先物取引についての指標放送は行われなくなった。
  - この旨については大証の統合前最終の取引となった2013年7月12日放送においても「これまで東京と大阪からお送りしてきた株式市況を7月16日からは午後5時から5時50分まで東京のスタジオからお送りします」と説明があった。
- 2009年10月9日まで、東京発の担当はNHKのOBのアナウンサーが務めた。
- 2009年10月13日 - 10月16日・2010年3月8日 - 3月12日・3月29日からの東京発の終値のみ、大相撲中継の前後の放送は瀬田光彦元アナウンサー、そのほかの大半は伊藤健三アナウンサーが交代で合成音声により途中交代もなくそのまま放送している。
- 2010年3月29日より、NHK放送技術研究所と東京アナウンス室による研究で開発された自動読み上げシステムによる放送を開始。2009年5月放送分と同様に東京発放送分の大半が自動読み上げとなり、今まで3人のスタッフで行われていた放送も1人で行えるようになった[1]。
  - 東京発の最初の概況と終了コメントは、2014年3月28日放送までは午後9時台から翌日午前8時台にかけてのニュース担当のアナウンサーが務めていた（NHKでは「C」のポジション 3・4時除く）が、同年3月31日からは冒頭の平均株価のアナウンスも含め、完全自動音声化されたことにより、概況の放送はなくなった。

番組の放送は以下の通りに進行する
放送開始時
放送終了時
- 番組中に緊急地震速報が出された場合または、途中で音声が乱れた場合は東京市場終値の最後の部分で「人命にかかわる情報」という旨の断りのアナウンスが入り、伝えることができなかった銘柄の部分の放送は原則として行われない（確認したい場合はBSデジタル放送のデータ放送で参照）。
- 配当落ち銘柄が多い場合は、「今日は、配当落ちが多いため、配当落ちの文言は省略して放送させて頂きます」という断りのアナウンスが最初に入る（配当落ち銘柄は原則省略）。

#### 大阪証券取引所の銘柄
- 2013年7月12日まで大阪証券取引所の終値については、大阪放送局所属のアナウンサーが担当していた。以前は原則として、宵番=夕方から翌日早朝のラジオニュースと、平日22:50からの総合テレビ最終版ローカルニュースを担当するアナウンサーが持ち回りで担当していたが、2010年4月以降は昼番=平日9:55 - 15:55の時間帯（12:15以外は毎時55 - 60分。時間によっては女性契約キャスターが担当し、その時間出演しないこともあった）に放送するラジオのローカルニュースを担当するアナウンサーが持ち回りで担当した。
- かつてはNHK大阪ローカルで12:55 - 13:00のローカル枠で大証第1部の主要銘柄の株価を伝えていたことがあったが、ラジオ第2放送の午前の相場放送と共に廃止された。
- 2005年11月17日分の大阪放送局からの株式市況はNHK内に設置してあるコンピューターの不具合で前日（16日）の終値をそのまま放送してしまうミスがあり、同日19時からのラジオ第1放送「NHKきょうのニュース」内で謝罪した上で同21時からラジオ第2放送の番組内容を変更し、改めて正確な終値を伝えた。[2]

#### 名古屋証券取引所の銘柄
以前はNHKラジオ 名古屋第1放送（JOCK）の15:55から、名古屋証券取引所の第1・2部（現・プレミア・メイン相当。セントレックス=現・ネクスト相当を除く）の主要銘柄の終値を放送していたが、現在は行っていない。

### ラジオNIKKEI
1954年8月に放送開始。番組名は何度か変わっており、現在は『マーケットプレス』の題である。第1放送（2012年9月までは第1・第2同時放送）で、月曜から金曜までの午前9時の取引開始（立ち合い）時から夕方の大引けまでを放送する。土曜・日曜並びに中央競馬が開催される祝日は中央競馬実況中継に置き換わるが、年末年始など東京市場が閉場しかつ中央競馬も開催されていない日は特別番組が編成される。

### CBCラジオ
平日16時台（現在は「ドラ魂キング」内）の中日新聞ニュースの後にコーナーがある。この中では概況と東証の目立った取引のあった数種の銘柄の終値を知らせるのみ。年末年始の特別編成時も証券市場が休みでなければ放送される。また、北野誠のズバリ内の「ズバリ早耳タイムライン」（15:20頃）で当日の日経平均株価、TOPIX、為替市況の確定値が速報される。

## テレビ

### NHK BS1
- 2021年3月26日まで「TOKYOマーケット情報」を1日2回放送していた。旧東証1部・2部を取り上げていた。NHKワールド・プレミアムでも2011年5月上旬頃まで（日本時間15時台のみ）放送していた。また、午前の放送（11時25分頃から30分間）はメジャーリーグ等のスポーツ放送がある場合、L字型画面で対応する日もあった。
- 旧東証1部銘柄については、水産林業、鉱業、建設、食品、繊維、紙パルプ、化学、石油、ゴム、窯業、鉄鋼、非鉄、金属、機械、電機、輸送機、精密、他製造、商業、金融、保険、不動産、運輸、情報通信、電力、ガス、サービス、その他、監理、整理に区分。

### TBSテレビ
『ビジネスクリック』

### 毎日放送（MBSテレビ）
『大阪株式市況』

### 日経CNBC
かつては1日を通して「株価速報」と題して株価の現在値または終値を紹介していたが、2020年10月5日の改編で全銘柄の枠は大幅に削減された（この時、画面下部の個別銘柄表示も廃止されたが、2024年4月1日に日経平均採用銘柄のみティッカー表示で復活）。2025年4月現在放送中の全銘柄枠は以下の通り。
- 9:25 朝エクスプレス 東証プライム全銘柄解説
- 12:40 昼エクスプレス 東証プライム全銘柄解説
- 13:45 昼エクスプレス 東証スタンダード 2本値
- 15:05 昼エクスプレス 東証グロース 2本値
- 16:15 きょうの株価 東証プライム 2本値

### TOKYO MX
下述のStock Voiceが2009年6月30日からTOKYO MXと提携、同局の地上デジタル放送・マルチチャンネル放送を活用し、サブチャンネル（092Ch）とワンセグで、下述の時間帯に同番組を完全生放送。現在は三重テレビとサンテレビのサブチャンネルでも放送。株式立合い時間中の完全生中継はストックボイスのみ。

### BSテレ東
- 絶景マーケット（4Kのみ） 8:53 - 15:54、4K絶景映像の下部に東証プライム市場の株価表示を行う番組。
- データ放送: 777ch（2Kのみ）
  - 東証プライム（旧1部）、東証スタンダード（旧2部）、東証グロース（旧ジャスダック・マザーズ）、東証プライム外国株（旧1部外国株）、東京ETF、東京REIT、（過去に大証1部、大証2部も）などの株式情報を扱う。
  - 東証プライム銘柄については、水産農林、鉱業、建設、食品、繊維、パルプ・紙、化学、石油・石炭製品、ゴム製品、窯業、鉄鋼、非鉄金属、金属製品、機械、電気機器、輸送用機器、精密機器、その他製造、商業、金融・保険、不動産、陸運、海運、空運、倉庫・運輸関連、情報・通信、電力・ガス、サービス、監理に区分。

### Stock Voice（インターネット配信）
東京証券取引所内アローズにインターネット専門局として唯一スタジオを持つ。8:30 - 11:40（前場の部）と12:29 - 15:50（後場の部）に「TOKYOマーケットワイド」として放送。配信プラットフォームはYahoo!動画、USTREAMと変遷し、現在は自社サイトとRチャンネルで動画配信を行っている。

## 新聞
- 全国紙などの一般紙・証券専門紙に、株式市況が掲載される。朝刊では、前日終了時の状況、夕刊では、前場終了時の状況が掲載される。

### 朝日新聞
朝日新聞では、2009年4月から夕刊（土曜日掲載の週間データ除く）の株式市況欄を廃止した（インターネットの「朝日新聞デジタル株価速報」に移行）。

### 日本経済新聞、他
日本経済新聞や証券専門紙では、多くのスペースが取られ、各証券取引所の株価（日経の場合は東京（・旧大阪〈2013年7月13日付まで〉）は全銘柄、その他札幌・名古屋・福岡単独上場銘柄）が掲載されるが、一般紙（地方紙を含む）では、主に東京（・旧大阪・旧JASDAQ）の上場銘柄（プライム・スタンダード・グロースとも）のみが掲載されることが多く、それ以外の証券取引所（旧マザーズやヘラクレスなどといった新興企業向け市場を含む）は掲載されない場合が比較的多い。